# PGC 1793078
LEDA/PGC 1793078 ist eine Elliptische Galaxie vom Hubble-Typ E/S0 im Sternbild Corona Borealis am Nordsternhimmel. Sie ist schätzungsweise 420 Millionen Lichtjahre von der Milchstraße entfernt. Im selben Himmelsareal befinden sich u. a. die Galaxien NGC 6076, NGC 6077, NGC 6096.